# Grand Power K100
K100 là loại súng ngắn bán tự động được phát triển bởi Jaroslav Kuracina một cựu sĩ quan trong lực lượng quân đội Slovakia. Ông đã hoàn thành bản thiết kế của súng năm 1992 nhưng việc sản xuất bị hạn chế nhiều trong thời kỳ đầu hậu Xô Viết nên việc chế tạo thử nghiệm phải chờ đến năm 1996 để có thể tiếp tục phát triển và hiện tại nhà máy Grand Power tại Banská Bystrica, Slovakia chịu trách nhiệm sản xuất loại súng này. Súng được dùng để trang bị cho các lực lượng thi hành công vụ cũng như cho thị trường dân sự và xuất khẩu.

## Thiết kế
K100 sử dụng cơ chế nạp đạn bằng độ giật lùi nòng ngắn, nòng xoay tại chỗ với cơ chế khóa sau nòng. Điểm thú vị của súng là thay gì dùng móc ở nòng và rãnh xoắn trong thân để xoay nòng súng khi di chuyển như các loại súng khác cùng cơ chế hoạt động thì súng là dùng cách vác một phần nòng súng hình xoắn đứng, phần vác này sẽ được đặc khớp với một thanh lăn nằm ngang phía trong thân súng. Khi nòng lùi lại thanh lăn trong súng sẽ buộc nòng súng xoay 45 độ theo hình vác để mở khóa khối trượt và khi hình vác kết thúc, phần nhô ra phía trước sẽ chống vào thanh lăn không cho nòng lùi tiếp trong khi khối trượt tiếp tục chuyển động để hoàn tất chu trình nạp đạn. Điểm thú vị khác súng là nó rất dễ tháo, chỉ việc kéo vành bảo vệ cò súng xuống phía dưới ra khỏi thân súng là có thể tháo rời súng ra từng mảnh mà không cần công cụ hỗ trợ nào.
Hệ thống nhắm cơ bản của súng là điểm ruồi. Hộp đạn của súng có hai hành đạn. Nút khóa an toàn nằm ở cả hai bên thân súng, bộ phận khóa cố định tự động kim điểm hỏa cũng được gắn vào súng. Khung súng được làm bằng nhựa để giảm trọng lượng. Súng có thể gắn ống hãm thanh được thiết kế riêng cho súng cho các nhiệm vụ đặc biệt, ống hãm thanh này khá nặng vì được thiết kế như một khối tăng cường lực giật để tăng độ tin cậy cho súng cũng như giảm tối đa tiếng động gây ra.

## Biến thể
Súng có khá nhiều biến thể nhưng các biến thể đáng chú ý chính là:
- K100 Mk.6: Mẫu phổ biến nhất với chiều dài đầy đủ cùng thanh răng bên dưới nòng súng dùng để gắn các hệ thống hỗ trợ tác chiến phù hợp.
- K100 P1: Mẫu dùng cho lực lượng cảnh sát với nòng ngắn để cơ động hơn.
- K100 DAO: Mẫu dùng cơ chế hoạt động kép, không có nút khóa an toàn.
- K100 QA: Mẫu dùng cơ chế hoạt động kép cũng không có nút khóa an toàn nhưng luôn ở cơ chế nửa lên cò để việc bóp cò được nhanh và nhẹ hơn.